# مادربزرگ سوزنش را نخ می‌کند
«مادربزرگ سوزنش را نخ می‌کند» (انگلیسی: Grandma Threading her Needle) یک فیلم صامت بریتانیایی به کارگردانی جرج آلبرت اسمیت است که در سال ۱۹۰۰ منتشر شد.